# Génération Adidas
Génération Adidas (anciennement Project-40) est une coentreprise créée en 1997 par la Major League Soccer et la Fédération des États-Unis de soccer dont l'objectif est de conserver et de faire progresser les jeunes footballeurs talentueux aux États-Unis et au Canada. Ce programme sponsorisé depuis 2005 par Adidas encourage les joueurs universitaires les plus talentueux de NCAA a anticiper leurs débuts en MLS.
Avant 2005, ce programme était sponsorié par Nike et s'appelait Project-40.
Préalablement  à la MLS SuperDraft, une dizaine de contrats Génération Adidas de 3 ou 4 années sont proposés aux meilleurs joueurs de NCAA n'ayant pas encore réalisé leurs 4 saisons universitaires mais néanmoins susceptibles d'être repêchés par un club de MLS. Les joueurs qui signent ce genre de contrat ont généralement 20-21 ans mais il a déjà été signé par un joueur de 15 ans (Freddy Adu). Bien que ce programme encourage les joueurs à quitter précocement les bancs de l'université pour le monde professionnel, il prévoit le financement de la fin des études des joueurs concernés et leur permet d'obtenir le diplôme qu'il préparait dans un délai maximal de dix ans.
Le salaire des joueurs Génération Adidas n'est pas inclus dans le calcul de la masse salariale soumise au salary cap de leur équipe de MLS.

## Joueurs actuellement sous contrat Génération Adidas
| Joueur           | Signature Gén. Ad. | Draft | Équipe MLS                      | Sortie Gén. Ad. |
| ---------------- | ------------------ | ----- | ------------------------------- | --------------- |
| Robbie Robinson  | 2020 (21 ans)      | 1er   | Inter Miami CF                  | e.c.            |
| Jack Maher       | 2020 (20 ans)      | 2e    | Nashville SC                    | e.c.            |
| Ryan Raposo      | 2020 (20 ans)      | 4e    | Vancouver Whitecaps             | e.c.            |
| Daryl Dike       | 2020 (19 ans)      | 5e    | Orlando City SC                 | e.c.            |
| Henry Kessler    | 2020 (21 ans)      | 6e    | New England Revolution          | e.c.            |
| Frankie Amaya    | 2019 (18 ans)      | 1er   | FC Cincinnati                   | e.c.            |
| Siad Haji        | 2019 (19 ans)      | 2e    | Earthquakes de San José         | e.c.            |
| Griffin Dorsey   | 2019 (19 ans)      | 6e    | Toronto FC                      | e.c.            |
| Dayne St. Clair  | 2019 (21 ans)      | 7e    | Minnesota United FC             | e.c.            |
| Tajon Buchanan   | 2019 (19 ans)      | 9e    | New England Revolution          | e.c.            |
| John Nelson      | 2019 (20 ans)      | 10e   | FC Dallas                       | e.c.            |
| JJ Williams      | 2019 (20 ans)      | 18e   | Columbus Crew SC                | e.c.            |
| João Moutinho    | 2018 (20 ans)      | 1er   | Los Angeles FC, Orlando City SC | e.c.            |
| Francis Atuahene | 2018 (21 ans)      | 4e    | FC Dallas                       | e.c.            |
| Mason Toye       | 2018 (19 ans)      | 7e    | Minnesota United FC             | e.c.            |
| Ema Twumasi      | 2018 (20 ans)      | 11e   | FC Dallas                       | e.c.            |
| Miles Robinson   | 2017 (19 ans)      | 2e    | Atlanta United FC               | e.c.            |
| Jackson Yueill   | 2017 (19 ans)      | 6e    | San Jose Earthquakes            | e.c.            |

## Promotions précédentes

### Promotion 2020
| Joueur         | Signature Gén. Ad. | Draft | Équipe MLS                        | Sortie Gén. Ad.   |
| -------------- | ------------------ | ----- | --------------------------------- | ----------------- |
| Edward Opoku   | 2018 (20 ans)      | 32e   | Columbus Crew SC                  | 2020 (graduation) |
| Abu Danladi    | 2017 (21 ans)      | 1er   | Minnesota United FC               | 2020 (graduation) |
| Jonathan Lewis | 2017 (19 ans)      | 3e    | New York City FC, Colorado Rapids | 2020 (graduation) |
| Shamit Shome   | 2017 (19 ans)      | 41e   | Impact de Montréal                | 2020 (graduation) |

### Promotion 2019
| Joueur          | Signature Gén. Ad. | Draft | Équipe MLS         | Sortie Gén. Ad.              |
| --------------- | ------------------ | ----- | ------------------ | ---------------------------- |
| Mo Adams        | 2018 (21 ans)      | 10e   | Chicago Fire       | 2019 (graduation)            |
| Jeremy Ebobisse | 2017 (19 ans)      | 4e    | Portland Timbers   | 2019 (graduation)            |
| Gordon Wild     | 2018 (22 ans)      | 37e   | Atlanta United FC  | 2019 (libéré)                |
| Adonijah Reid   | 2017 (17 ans)      | 40e   | FC Dallas          | 2019 (contrat non renouvelé) |
| Joshua Yaro     | 2016 (21 ans)      | 2e    | Philadelphia Union | 2019 (libéré)                |
| Richie Laryea   | 2016 (21 ans)      | 7e    | Orlando City SC    | 2019 (contrat non renouvelé) |

### Promotion 2018
| Joueur          | Signature Gén. Ad. | Draft | Équipe MLS           | Sortie Gén. Ad.              |
| --------------- | ------------------ | ----- | -------------------- | ---------------------------- |
| Jack Harrison   | 2016 (19 ans)      | 1er   | New York City FC     | 2018 (graduation)            |
| Fabian Herbers  | 2016 (22 ans)      | 6e    | Philadelphia Union   | 2018 (graduation)            |
| Andrew Tarbell  | 2016 (22 ans)      | 8e    | San Jose Earthquakes | 2018 (graduation)            |
| Alex Bono       | 2015 (20 ans)      | 6e    | Toronto FC           | 2018 (graduation)            |
| Omar Holness    | 2016 (21 ans)      | 5e    | Real Salt Lake       | 2018 (contrat non renouvelé) |
| Julian Buescher | 2016 (22 ans)      | 11e   | DC United            | 2018 (contrat non renouvelé) |
| Conor Donovan   | 2015 (19 ans)      | 22e   | Orlando City SC      | 2018 (contrat non renouvelé) |

### Promotion 2017
| Joueur           | Signature Gén. Ad. | Draft | Équipe MLS          | Sortie Gén. Ad.   |
| ---------------- | ------------------ | ----- | ------------------- | ----------------- |
| Romario Williams | 2015 (20 ans)      | 3e    | Impact de Montréal  | 2017 (graduation) |
| Cristian Roldan  | 2015 (19 ans)      | 16e   | Seattle Sounders FC | 2017 (graduation) |
| Andre Blake      | 2014 (23 ans)      | 1er   | Philadelphia Union  | 2017 (graduation) |
| Christian Dean   | 2014 (20 ans)      | 3e    | Vancouver Whitecaps | 2017 (graduation) |
| Damion Lowe      | 2014 (20 ans)      | 8e    | Seattle Sounders FC | 2017 (graduation) |
| Marlon Hairston  | 2014 (19 ans)      | 12e   | Colorado Rapids     | 2017 (graduation) |

### Promotion 2016
| Joueur           | Signature Gén. Ad. | Draft | Équipe MLS                   | Sortie Gén. Ad.              |
| ---------------- | ------------------ | ----- | ---------------------------- | ---------------------------- |
| Cyle Larin       | 2015 (19 ans)      | 1er   | Orlando City SC              | 2016 (graduation)            |
| Eric Miller      | 2014 (21 ans)      | 5e    | Impact de Montréal           | 2016 (graduation)            |
| Walker Zimmerman | 2013 (19 ans)      | 7e    | FC Dallas                    | 2016 (graduation)            |
| AJ Cochran       | 2014 (20 ans)      | 16e   | Houston Dynamo               | 2016 (contrat non renouvelé) |
| Jason Johnson    | 2013 (20 ans)      | 13e   | Houston Dynamo, Chicago Fire | 2016 (contrat non renouvelé) |
| Mikey Lopez      | 2013 (19 ans)      | 14e   | Sporting Kansas City         | 2016 (contrat non renouvelé) |

### Promotion 2015[4]
| Joueur         | Signature Gén. Ad. | Draft         | Équipe MLS           | Stage     | Sortie Gén. Ad.                  |
| -------------- | ------------------ | ------------- | -------------------- | --------- | -------------------------------- |
| Kekuta Manneh  | 2013 (18 ans)      | 4e            | Vancouver Whitecaps  | .         | 2015 (graduation)                |
| Eriq Zavaleta  | 2013 (20 ans)      | 10e           | Seattle Sounders     | .         | 2015 (graduation)                |
| Omar Salgado   | 2011 (17 ans)      | 1er           | Vancouver Whitecaps  | Ajax 2011 | 2015 (graduation)                |
| David Bingham  | 2011 (21 ans)      | ND (lotterie) | San Jose Earthquakes | Ajax 2011 | 2015 (graduation)                |
| Schillo Tshuma | 2014 (21 ans)      | 17e           | Portland Timbers     |           | 2015 (libéré en cours de saison) |

### Promotion 2014
| Joueur           | Signature Gén. Ad. | Draft         | Équipe MLS                    | Stage                  | Sortie Gén. Ad.              |
| ---------------- | ------------------ | ------------- | ----------------------------- | ---------------------- | ---------------------------- |
| Andrew Farrell   | 2013 (20 ans)      | 1er           | New England Revolution        | .                      | 2014 (graduation)            |
| Deshorn Brown    | 2013 (21 ans)      | 6e            | Colorado Rapids               | .                      | 2014 (graduation)            |
| Dom Dwyer        | 2012 (21 ans)      | 16e           | Sporting Kansas City          | .                      | 2014 (graduation)            |
| Kofi Sarkodie    | 2011 (19 ans)      | 7e            | Houston Dynamo                | Ajax 2011              | 2014 (graduation)            |
| Andrew Wiedeman  | 2010 (20 ans)      | 21e           | FC Dallas, Toronto FC         | Madrid 2010            | 2014 (graduation)            |
| Luis Gil         | 2010 (16 ans)      | ND (lotterie) | Real Salt Lake                | Madrid 2010, Ajax 2011 | 2014 (graduation)            |
| Sam Garza        | 2012 (22 ans)      | 6e            | San Jose Earthquakes          | .                      | 2014 (libéré)                |
| Chandler Hoffman | 2012 (21 ans)      | 13e           | Philadelphia Union, LA Galaxy | .                      | 2014 (contrat non renouvelé) |

### Promotion 2013
| Joueur               | Signature Gén. Ad. | Draft | Équipe MLS             | Stage       | Sortie Gén. Ad.              |
| -------------------- | ------------------ | ----- | ---------------------- | ----------- | ---------------------------- |
| Andrew Wenger        | 2012 (21 ans)      | 1er   | Impact de Montréal     | .           | 2013 (graduation)            |
| Darren Mattocks      | 2012 (21 ans)      | 2e    | Vancouver Whitecaps    | .           | 2013 (graduation)            |
| Kelyn Rowe           | 2012 (20 ans)      | 3e    | New England Revolution | .           | 2013 (graduation)            |
| Andrew Jean-Baptiste | 2012 (19 ans)      | 8e    | Portland Timbers       | .           | 2013 (graduation)            |
| Darlington Nagbe     | 2011 (20 ans)      | 2e    | Portland Timbers       | .           | 2013 (graduation)            |
| Corben Bone          | 2010 (21 ans)      | 13e   | Chicago Fire           | Madrid 2010 | 2013 (contrat non renouvelé) |
| Enzo Martinez        | 2012 (21 ans)      | 17e   | Real Salt Lake         | .           | 2013 (contrat non renouvelé) |
| Tyler Polak          | 2012 (19 ans)      | 22e   | New England Revolution | .           | 2013 (contrat non renouvelé) |

### Promotion 2012[7]
| Joueur           | Signature Gén. Ad. | Draft | Équipe MLS                                 | Stage                  | Sortie Gén. Ad.              |
| ---------------- | ------------------ | ----- | ------------------------------------------ | ---------------------- | ---------------------------- |
| Zac MacMath      | 2011 (19 ans)      | 5e    | Philadelphia Union                         | Ajax 2011              | 2012 (graduation)            |
| Michael Nanchoff | 2011 (22 ans)      | 8e    | Vancouver Whitecaps                        | .                      | 2012 (contrat non renouvelé) |
| Will Bruin       | 2011 (21 ans)      | 11e   | Houston Dynamo                             | Ajax 2011              | 2012 (graduation ?)          |
| Corey Hertzog    | 2011 (20 ans)      | 13e   | New York Red Bulls                         | Ajax 2011              | 2012 (contrat non renouvelé) |
| Michael Tetteh   | 2011 (21 ans)      | 20e   | Seattle Sounders FC                        | Ajax 2011              | 2012 (contrat non renouvelé) |
| Ike Opara        | 2010 (20 ans)      | 3e    | San Jose Earthquakes, Sporting Kansas City | Madrid 2010            | 2012 (graduation)            |
| Amobi Okugo      | 2010 (18 ans)      | 6e    | Philadelphia Union                         | Madrid 2010, Ajax 2011 | 2012 (graduation)            |
| Jack McInerney   | 2010 (17 ans)      | 7e    | Philadelphia Union                         | Madrid 2010, Ajax 2011 | 2012 (graduation)            |

### Promotion 2011[8]
| Joueur         | Signature Gén. Ad. | Draft | Équipe MLS            | Stage                             | Sortie Gén. Ad.   |
| -------------- | ------------------ | ----- | --------------------- | --------------------------------- | ----------------- |
| Perry Kitchen  | 2011 (18 ans)      | 1er   | D.C. United           | .                                 | 2011 (graduation) |
| Zarek Valentin | 2011 (19 ans)      | 4e    | C.D. Chivas USA       | Ajax 2011                         | 2011 (graduation) |
| Danny Mwanga   | 2010 (18 ans)      | 1er   | Philadelphia Union    | Madrid 2010, Ajax 2011            | 2011 (graduation) |
| Tony Tchani    | 2010 (20 ans)      | 2e    | Columbus Crew         | Madrid 2010, Ajax 2011            | 2011 (graduation) |
| Teal Bunbury   | 2010 (20 ans)      | 4e    | Kansas City Wizards   | Madrid 2010                       | 2011 (graduation) |
| Dilly Duka     | 2010 (20 ans)      | 8e    | Columbus Crew         | Madrid 2010, Ajax 2011            | 2011 (graduation) |
| Blair Gavin    | 2010 (20 ans)      | 10e   | Chivas USA            | .                                 | 2011 (graduation) |
| Sean Johnson   | 2010 (21 ans)      | 51e   | Chicago Fire          | Madrid 2010                       | 2011 (graduation) |
| Peri Marošević | 2009 (19 ans)      | 5e    | FC Dallas, Toronto FC | Afrique du Sud 2009, Madrid 2010  | 2011 (graduation) |
| Danny Cruz     | 2009 (19 ans)      | 41e   | Houston Dynamo        | Afrique du Sud 2009, Madrid 2010  | 2011 (graduation) |
| Josh Lambo     | 2008 (17 ans)      | 8e    | FC Dallas             | Londres 2008, Afrique du Sud 2009 | 2011 (graduation) |

### Promotion 2010[9]
| Joueur         | Signature Gén. Ad. | Draft         | Équipe MLS                              | Stage                             | Sortie Gén. Ad.                                              |
| -------------- | ------------------ | ------------- | --------------------------------------- | --------------------------------- | ------------------------------------------------------------ |
| Stefan Frei    | 2009 (22 ans)      | 13e           | Toronto FC                              | Afrique du Sud 2009, Madrid 2010  | 2010 (graduation)                                            |
| Baggio Husidić | 2009 (21 ans)      | 20e           | Chicago Fire                            | Afrique du Sud 2009, Madrid 2010  | 2010 (graduation)                                            |
| Chance Myers   | 2008 (20 ans)      | 1er           | Kansas City Wizards                     | Afrique du Sud 2009               | 2010 (graduation)                                            |
| Brek Shea      | 2008 (17 ans)      | 2e            | FC Dallas                               | Afrique du Sud 2009, Madrid 2010  | 2010 (graduation)                                            |
| Ciaran O'Brien | 2008 (20 ans)      | 5e            | Colorado Rapids                         | Londres 2008, Afrique du Sud 2009 | 2010 (graduation)                                            |
| Roger Espinoza | 2008 (21 ans)      | 11e           | Kansas City Wizards                     | Londres 2008, Afrique du Sud 2009 | 2010 (graduation)                                            |
| Alex Nimo      | 2008 (17 ans)      | 17e           | Real Salt Lake                          | Londres 2008, Afrique du Sud 2009 | 2010 (graduation)                                            |
| Eric Avila     | 2008 (20 ans)      | 19e           | FC Dallas                               | Londres 2008, Afrique du Sud 2009 | 2010 (graduation)                                            |
| Bruno Guarda   | 2008 (22 ans)      | ND (lotterie) | Colorado Rapids, FC Dallas              | Londres 2008, Afrique du Sud 2009 | 2010 (graduation)                                            |
| Nico Colaluca  | 2007 (20 ans)      | 6e            | Colorado Rapids, New England Revolution | .                                 | 2010 (graduation)                                            |
| Abdus Ibrahim  | 2007 (15 ans)      | 14e           | FC Dallas, Toronto FC                   | Londres 2008                      | 2010 (graduation)                                            |
| Zachary Herold | 2010 (17 ans)      | 20e           | Toronto FC                              | .                                 | renonce à sa carrière professionnelle pour raisons médicales |

### Promotion 2009[10]
| Joueur          | Signature Gén. Ad. | Draft | Équipe MLS                              | Stage                             | Sortie Gén. Ad.   |
| --------------- | ------------------ | ----- | --------------------------------------- | --------------------------------- | ----------------- |
| Steve Zakuani   | 2009 (20 ans)      | 1er   | Seattle Sounders FC                     | .                                 | 2009 (graduation) |
| Omar Gonzalez   | 2009 (20 ans)      | 3e    | Los Angeles Galaxy                      | .                                 | 2009 (graduation) |
| Rodney Wallace  | 2009 (20 ans)      | 6e    | D.C. United                             | Afrique du Sud 2009               | 2009 (graduation) |
| Kevin Alston    | 2009 (20 ans)      | 10e   | New England Revolution                  | Afrique du Sud 2009, Ajax 2011    | 2009 (graduation) |
| Jeremy Hall     | 2009 (20 ans)      | 11e   | New York Red Bulls                      | Afrique du Sud 2009, Espagne 2010 | 2009 (graduation) |
| Tony Beltran    | 2008 (20 ans)      | 3e    | Real Salt Lake                          | Londres 2008, Afrique du Sud 2009 | 2009 (graduation) |
| Patrick Nyarko  | 2008 (22 ans)      | 7e    | Chicago Fire                            | Afrique du Sud 2009               | 2009 (graduation) |
| Chris Seitz     | 2007 (19 ans)      | 4e    | Real Salt Lake                          | Londres 2008                      | 2009 (graduation) |
| Anthony Wallace | 2007 (17 ans)      | 9e    | FC Dallas                               | Londres 2008                      | 2009 (graduation) |
| Amaechi Igwe    | 2007 (20 ans)      | 12e   | New England Revolution                  | Londres 2008                      | 2009 (graduation) |
| Rob Valentino   | 2008 (22 ans)      | 13e   | New England Revolution, Colorado Rapids | Londres 2008                      | 2009 (libéré)     |

### Promotions antérieures
Cette liste n'est pas exhaustive.
| Joueur           | Signature Gén. Ad. | Draft         | Équipe MLS                          | Stage        | Sortie Gén. Ad.                         |
| ---------------- | ------------------ | ------------- | ----------------------------------- | ------------ | --------------------------------------- |
| Bryan Arguez     | 2007 (17 ans)      | 11e           | D.C. United                         | .            | 2008 (Transféré au Hertha BSC)          |
| Maurice Edu      | 2007 (20 ans)      | 1er           | Toronto FC                          | .            | ?                                       |
| Bakary Soumaré   | 2007 (21 ans)      | 2e            | Chicago Fire                        | Londres 2008 | ?                                       |
| Israel Sesay     | 2007 (17 ans)      | ND (lotterie) | Los Angeles Galaxy                  | .            | ?                                       |
| Marvell Wynne    | 2006 (19 ans)      | 1er           | New York Red Bulls, Toronto FC      | Londres 2008 | ?                                       |
| Yura Movsisyan   | 2006 (18 ans)      | 4e            | Kansas City Wizards, Real Salt Lake | Londres 2008 | ?                                       |
| Jozy Altidore    | 2006 (16 ans)      | 17e           | MetroStars                          | ?            | 2008 (Transféré à Villarreal CF)        |
| Nikolas Besagno  | 2005 (16 ans)      | 1re           | Real Salt Lake                      | ?            | 2008 (Fin de contrat)                   |
| Chad Barrett     | 2005 (19 ans)      | 3e            | Chicago Fire                        | ?            | ?                                       |
| Freddy Adu       | 2004 (14 ans)      | 1er           | D.C. United                         | .            | ?                                       |
| Michael Bradley  | 2004 (16 ans)      | 36e           | MetroStars                          | .            | 2006 (Transféré au SC Heerenveen)       |
| Danny Szetela    | 2004 (17 ans)      | N.D.          | Columbus Crew                       | .            | 2007 (Transféré au Racing de Santander) |
| Arturo Alvarez   | 2003 (17 ans)      | 13e           | San Jose Earthquakes                | ?            | ?                                       |
| Justin Mapp      | 2002 (17 ans)      | 4e            | D.C. United, Chicago Fire           | ?            | ?                                       |
| Edson Buddle     | 2001 (19 ans)      | 27e           | Columbus Crew                       | ?            | ?                                       |
| Carlos Bocanegra | 2000 (20 ans)      | 4e            | Chicago Fire                        | ?            | ?                                       |
| Kyle Beckerman   | 2000 (18 ans)      | N.D.          | Miami Fusion                        | ?            | ?                                       |
| Chris Albright   | 1999 (20 ans)      | N.D.          | DC United                           | ?            | ?                                       |
| DaMarcus Beasley | 1999 (17 ans)      | N.D.          | Los Angeles Galaxy                  | ?            | ?                                       |

## Generation Adidas Tour
Jusqu'à l'hiver 2011, les joueurs Génération Adidas participaient à une tournée d'intersaison en Europe, le Generation Adidas Tour. Le groupe, complété par d'autres espoirs de la ligue, participait à 3 matchs amicaux pendant la dizaine de jours de la tournée. Depuis l'hiver 2012, les joueurs les plus talentueux de la ligue ont l'opportunité d'aller s'entrainer pendant l'intersaison MLS dans des clubs européens.

### Ajax 2011
En décembre 2011, un groupe de 15 joueurs GA complété de 3 joueurs formés localement par des équipes de MLS (Šaćir Hot, Matt Kassel et Conor Shanosky), a rejoint les Pays-Bas et les infrastructures de formation de l'Ajax d'Amsterdam. La sélection a rencontré la réserve de l'Ajax (défaite 4-2), le FC Volendam (victoire 3-2) et l’Almere City FC (défaite 2-0).

### Madrid 2010
Début décembre un groupe de 19 joueurs de MLS a rejoint Madrid. Parmi les 15 joueurs sous contrat Génération Adidas, seul Josh Lambo et Blair Gavin étaient absent tandis que le groupe était complété par des diplômés GA (Baggio Husidić, Stefan Frei, Brek Shea et Jeremy Hall) et deux joueurs formés localement par des équipes de MLS : Juan Agudelo et Tristan Bowen. La sélection a rencontré les réserves du Real Madrid (victoire 2-1), de Rayo Vallecano (victoire 1-0) et de l'Atlético Madrid (victoire 4-1).

### Afrique-du-Sud 2009
Fin novembre un groupe de 18 joueurs GA et Chris Pontius a rallié l'Afrique du Sud pour la tournée d'après-saison. La sélection a rencontré les réserves des Orlando Pirates (victoire 2-0), de Santos Cape Town Football Club (défaite 2-1) et de l'Ajax Cape Town (victoire 2-0).

### Londres 2008
En décembre 2008, un groupe de 15 joueurs GA a rejoint Londres et les infrastructures de formation du Chelsea FC. La sélection a rencontré la réserve de  Reading FC, Chelsea, Aston Villa,.

### Espagne 2007
- 2007 Espagne, 16 joueurs participent à un stage à Madrid et rencontrent les réserves de Rayo Vallecano, Real Madrid[18].

### Angleterre 2006
- 2006 Angleterre, 18 joueurs participent à un stage dans les infrastructures de formation du Chelsea FC et rencontrent à l'occasion de matchs amicaux les réserves de Chelsea, Crystal Palace, Queens Park Rangers, et Watford[19].